# Рийс, Бьярне
Бьярне Люккегор Рийс (дат. Bjarne Lykkegård Riis; род. 3 апреля 1964, Хернинг, Дания) — бывший датский профессиональный шоссейный велогонщик, до декабря 2013 г. владелец и генеральный менеджер датской велокоманды Team Saxo-Tinkoff, а после продажи команды Олегу Тинькову генеральный менеджер российской профессиональной велокоманды мирового тура Tinkoff-Saxo.
Спортивное прозвище — «Орёл из Хернинга».
Одержал победу на «Тур де Франс» в 1996 году, став первым скандинавским гонщиком добившимся этого успеха. Был вычеркнут из списка триумфаторов веломногодневки после признания в 2007 году, что в период с 1993 по 1998 год употреблял допинг.
«Да, мы удалили Рийса из списка чемпионов. Поскольку он признался, что употреблял допинг, мы не может считать его победу честной. Хотя последнее слово останется за Международным союзом велосипедистов», — заявил представитель оргкомитета «Тур де Франс» Филипп Судре. Второе место в 1996 году на «Тур де Франс» занял немец Ян Ульрих. В июле 2008 года имя Рийса было возвращено в список победителей «Тур де Франс» с особой оговоркой, что победа была одержана гонщиком, применявшим допинг.

## Победы
- Общий зачёт Тур де Франс (1996)[1] и 4 этапа (1993, 1994, 1996)
- 2 этапа Джиро д'Италия (1989, 1993)
- Чемпионат Дании — групповая гонка (1992, 1995, 1996)
- Чемпионат Дании — индивидуальная гонка (1996)
- 3 этапа Тур де л'Авенир (1989, 1990)
- Коппа Сабатини (1996)
- Амстел Голд Рейс (1997)
- 1 этап Гран-при Вильгельма Телля (1997)
- 1 этап Эускаль Бисиклета (1998)